# 大館能代空港

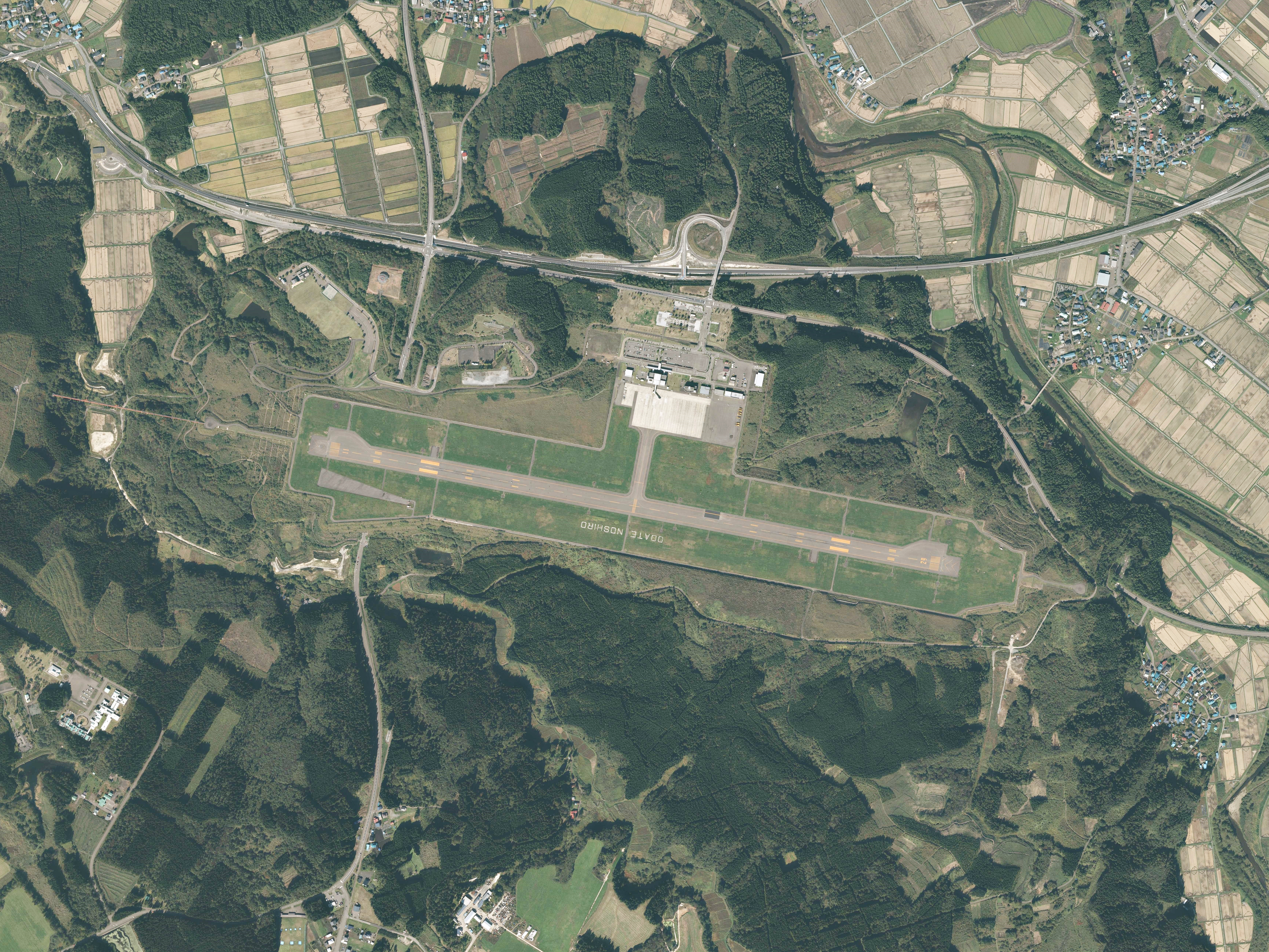
大館能代空港の空中写真（2021年）

大館能代空港（おおだてのしろくうこう、英: Odate-Noshiro Airport）は、秋田県北秋田市にある地方管理空港である。
愛称はあきた北空港（あきたきたくうこう）であるが、愛称の使用範囲は限定的である。また、ターミナルビルや駐車場などの施設は道の駅大館能代空港と兼用になっている。

## 概要
秋田県北部の鷹巣盆地中央に位置し、大館市（車で約25分）・能代市（車で約40分）などを主な利用圏とする。周囲に白神山地・十和田湖・八幡平など豊かな観光資源に恵まれた観光拠点空港である。大館能代空港インターチェンジが開通し、東北自動車道と直結したことにより、弘前市も利用圏に入った。
秋田空港と青森空港の中間にあり、ほかに首都圏まで直通する公共交通機関はJR奥羽本線の寝台列車あけぼのしかなかった。
そのため、在来線と秋田新幹線を乗り継いでも約5時間もかかっており、直行便の運航により約1時間への短縮を目指したものであった。これを受け、秋田県が事業費約457億円をかけて、北秋田郡鷹巣町（現・北秋田市）大野台に建設し、1998年（平成10年）7月18日に開港した。
滑走路は11/29方向に2,000 mで、平行誘導路はなく、滑走路両端にターニングパッドを備える。計器着陸装置（ILS）は滑走路11にカテゴリーIが設置されている。天候不順による欠航・遅延も多く、青森空港と同様に霧に弱い空港として知られるが、青森空港が設置したカテゴリーIIIの設置には費用対効果の面から消極的であると河北新報などで報じられた。
年間利用客数は、開業当初から秋田県の空港建設計画書にある40万人の予測を大幅に下回っており、2003年（平成15年）の年間170,586人をピークに以後減少した。2019年は154,069人と回復したが、2020年度は新型コロナウイルス感染症の影響により2万5千人と開港以来最低の利用客数を記録した。2022年7月以降、運航が毎日3往復となったこともあり、2024年度の利用者数はチャーター便を含めて195,917人となり、過去最高を記録した。
東北地方で最も利用客が少ない空港であるため、設置者である秋田県は毎年5億円を超える赤字補てんを続けていると見られている。
8の付く日は、午前到着便に合わせて本物の秋田犬が出迎え、触れ合うことができる。
航空管制官・航空管制運航情報官の配置はなく、新千歳空港（新千歳対空センター）から遠隔で管制を行うリモート空港となっている。

## 歴史
- 1987年（昭和62年）
  - 8月 - 3市15町村で県北空港建設促進期成同盟会を設立[2]。
  - 9月 - 秋田県議会は高速交通体系等整備促進特別委員会を設置[2]。
- 1989年（平成元年）8月 - 県北空港調査専門委員会を設置。
- 1990年（平成2年）4月 - 空港名を大館能代空港に決定。
- 1991年（平成3年）11月29日 - 第6次空港整備五箇年計画の予定事業組入れが閣議決定[19]。
- 1993年（平成5年）12月27日 - 運輸省により、大館能代空港設置を許可[12]。
- 1994年（平成6年）10月21日 - 大館能代空港起工式があり、本体工事が開始[2][20]。
- 1995年（平成7年）11月 - 大館能代空港ターミナルビル株式会社設立。
- 1997年（平成9年）3月 - 大館能代空港利用促進協議会がアンケートを県民に募集した結果「あきた北空港」に愛称を決定[7]。
- 1998年（平成10年）
  - 2月 - 本体工事完成。
  - 7月18日 - 大館能代空港が開港[1][3][4][5]。同時にエアーニッポン（当時）が東京国際空港線、大阪国際空港線の各路線を通年運航として就航。新千歳空港線を夏期（6月 - 10月）運航として就航[2]。
- 1999年（平成11年）
  - 11月 - 新千歳空港線が運休[21]。
  - 12月 - 大阪国際空港線が冬期（12月 - 2月）運休になる（2005年3月まで）。
- 2005年（平成17年）
  - 3月 - 大阪国際空港線が1か月運休する。
  - 4月 - 大阪国際空港線がエアーニッポンネットワーク（のちのANAウイングス）の機材・乗務員による通年運航に変更される。
- 2009年（平成21年）4月 - RAG（リモート）空港となる[21]。
- 2010年（平成22年）
  - 5月25日 - 搭乗率が低迷している大阪国際空港線を2011年1月4日をもって運休することを発表した。
  - 7月12日 - 大館能代空港利用促進協議会は到着便の利用者にレンタカー割引キャンペーンを実施（2011年2月28日まで）[22]。
  - 9月12日 - 敷地内の空港入口交差点付近に第3駐車場を増設し、空港ターミナルビル・シンボルゾーン・駐車場を含む一帯を道の駅大館能代空港として開駅[23]。同時に道路標識で使用していた愛称をすべて正式名称「大館能代空港」に変更する。
- 2011年（平成23年）
  - 1月5日 - 大阪国際空港線が運休[21]。
  - 1月8日 - 復興航空による台湾桃園国際空港から初の国際チャーター便就航。2月9日まで5往復9便運航[24]。
  - 3月 - 東日本大震災で秋田県の災害活動拠点となる[21]。
  - 4月1日 - レンタカー割引キャンペーンを2012年2月29日まで再度実施[22]。
- 2012年（平成24年）1月 - 新たな進入方式（RNP-AR方式）の導入[21]。
- 2016年（平成28年）11月3日 - 広島空港発のフジドリームエアラインズ（FDA）チャーター便初就航。
- 2017年（平成29年）2月8日 - 補助犬・ペット犬専用トイレ供用開始[25]。
- 2020年（令和2年）5月14日 - 羽田発着枠政策コンテストで大館能代空港が選ばれ、1往復増便が決定[26]。
- 2021年（令和3年）10月1日 - 仙台空港に設置していた仙台飛行援助センター(FSC)を廃止し、大館能代空港のリモート管制を新千歳空港事務所の新千歳空港対空センターに業務移管[27][28]。
- 2024年（令和6年）4月18日 - ターミナル空域管制（白神進入管制区）が導入される[29]。

## 施設
空港ターミナルビルは滑走路北側に1棟で、地上3階建て。大館能代空港ターミナルビル株式会社が運営している。内部は国内線用の設備のみ持ち、国際線の設備は特に備えていない。秋田杉を主とする木材を随所に使用、色調的にも周囲の環境と調和するカラーでデザインされている。ボーディングブリッジは1基を備える。

### 旅客ターミナル
送迎デッキの一部を含むほぼ全域で公衆無線LAN（FREESPOT・無料）が利用可能。
- 1階〈チェックインロビー・到着ロビー〉
  - コインロッカー
  - マッサージコーナー
  - 道の駅道路情報端末
  - オープンカフェ・ピッコロ
  - 自動体外式除細動器（AED）
  - インフォメーションカウンター
  - 全日本空輸チェックインカウンター
  - 北秋田警察署大館能代空港警備派出所
  - レンタカー受付カウンター
    - トヨタレンタリース・日産レンタカー・ニッポンレンタカー・オリックスレンタカー

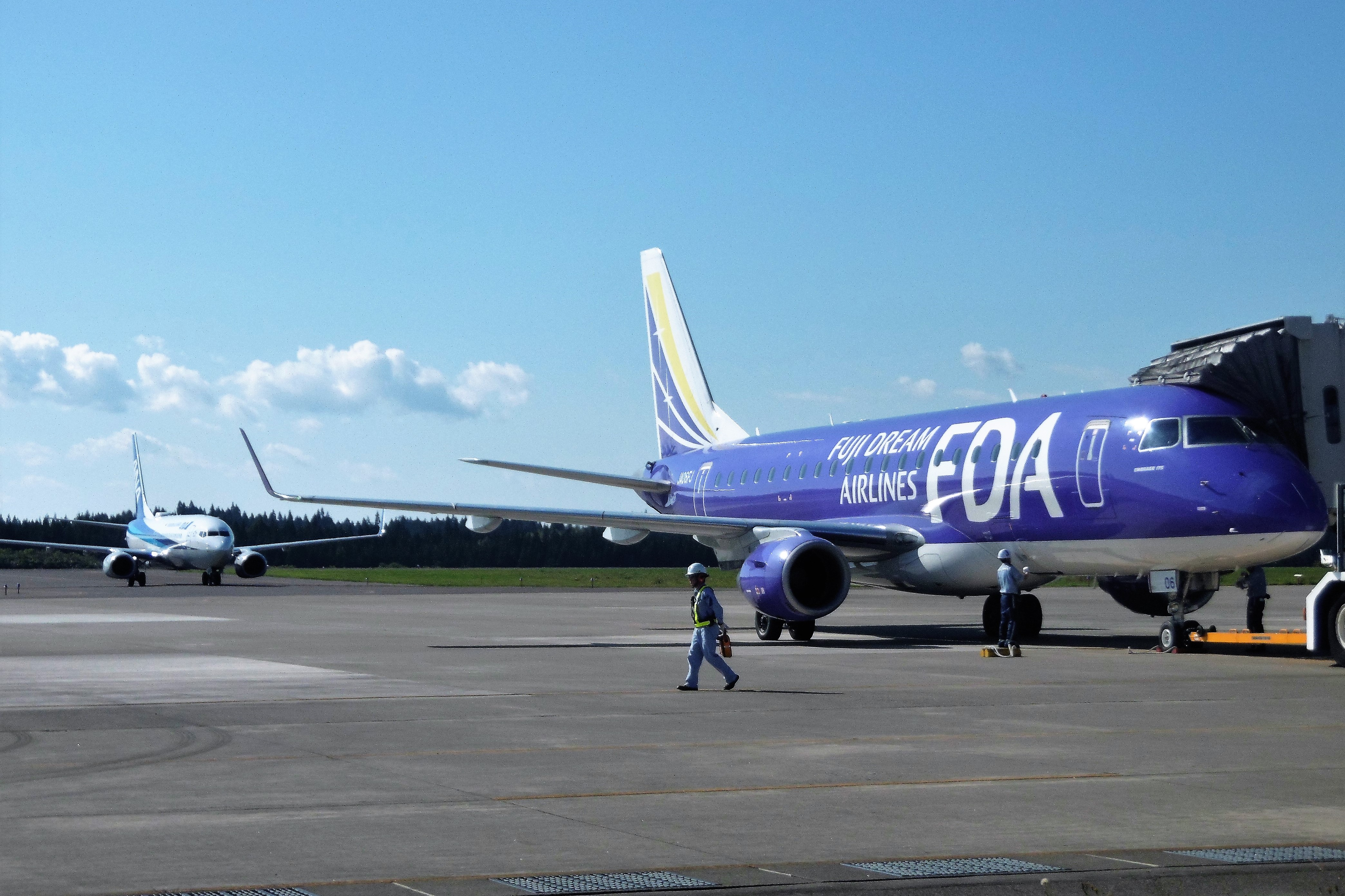
エプロン
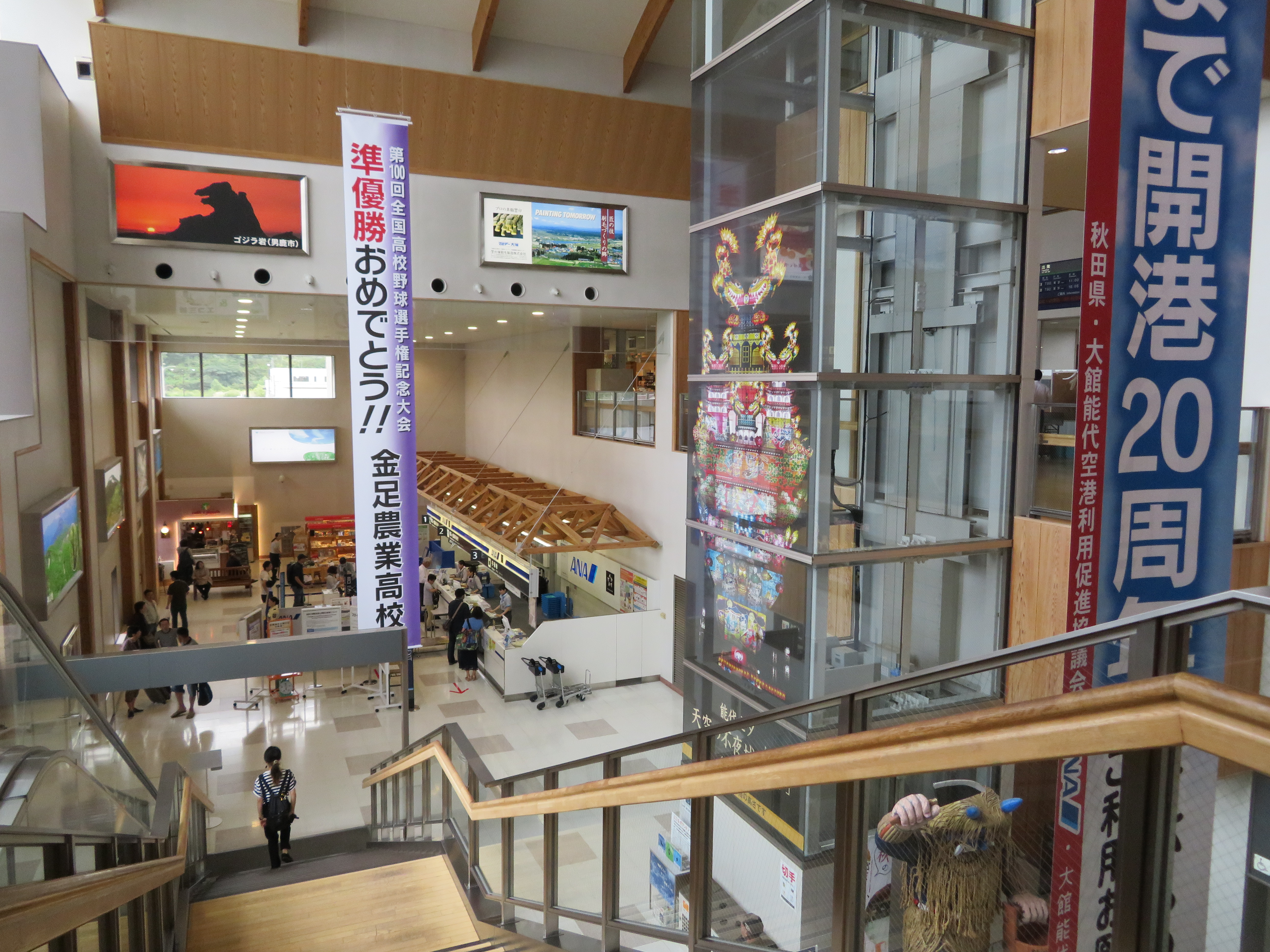
1階 チェックインロビー
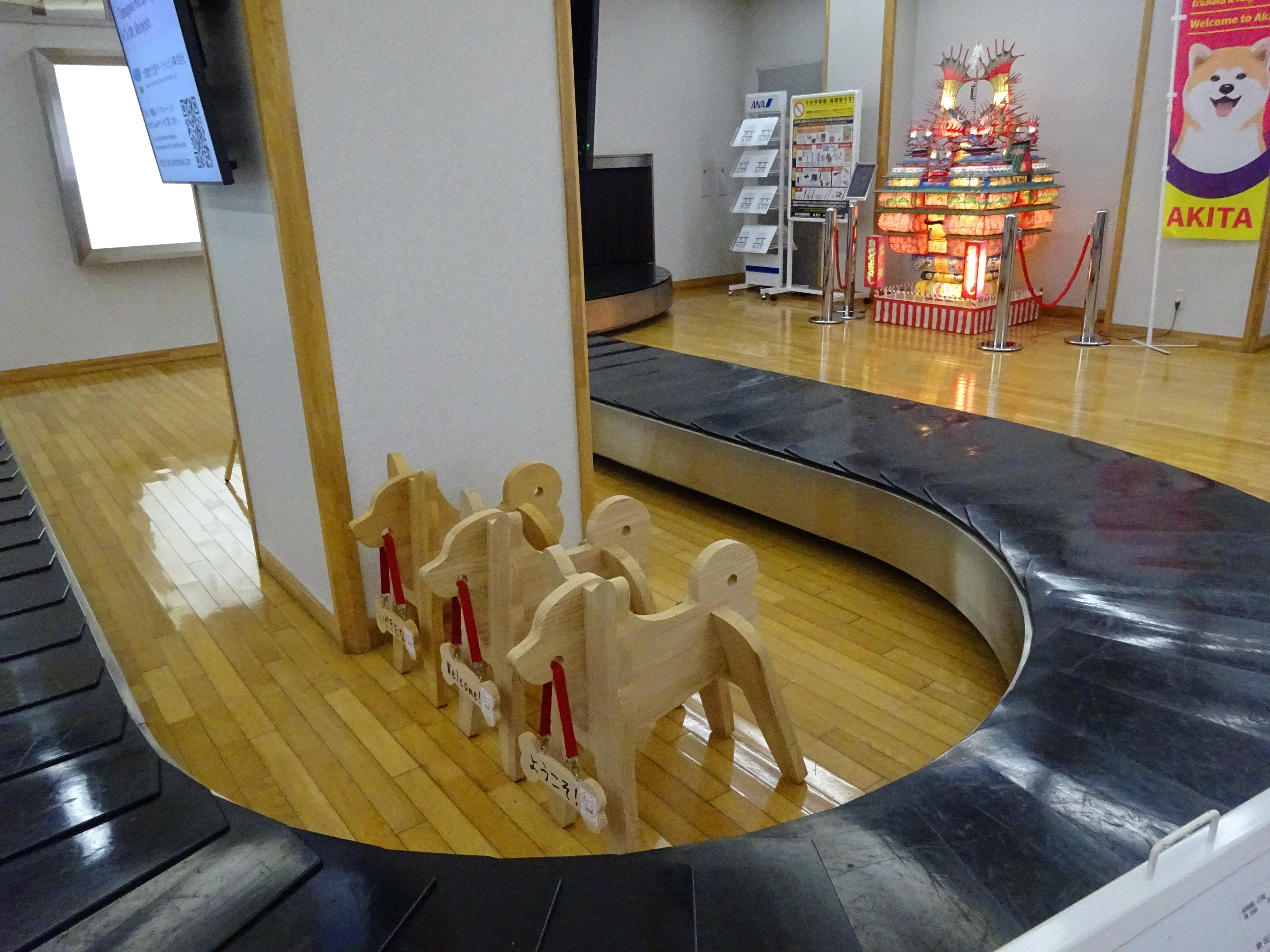
手荷物受取レーンと秋田犬

- 2階〈出発ロビー〉
  - 有料待合室
  - 有料会議室
  - 観光PRコーナー
  - アートギャラリー
  - 売店・ANA FESTA
  - レストラン・ポートワン
  - 大館能代空港ターミナルビル株式会社
- 3階〈送迎デッキ〉
  - 大館能代空港管理事務所

- エプロン
- 1階 チェックインロビー
- 手荷物受取レーンと秋田犬

### 道の駅大館能代空港
道の駅大館能代空港（みちのえき おおだてのしろくうこう）は、秋田県北秋田市脇神字カラムシ岱にある秋田県道324号大館能代空港東線の道の駅である。航空機の運航がない時間帯にも空港に立ち寄ってもらうことを目的に設置された。

#### 概要
道の駅として新たに建設されたのは第3駐車場のみで、ターミナルビル内のレストラン・売店・オープンカフェや、駐車場・犬専用トイレ・シンボルゾーンなどの既存の空港施設が道の駅である。飛行機の離着陸を見学できる送迎デッキは、無料開放されていて、毎月1回「大空市」が開催され、地元の野菜・漬け物・菓子などの販売や屋台の出店もあり、不定期でロビーコンサートも行っている。
第1・2駐車場の利用時間は、7時30分から19時45分までだが、空港入口交差点脇の第3駐車場とトイレ・飲料自動販売機は24時間利用できる。空港と道の駅を同一施設で運営しているのは、ほかに能登空港（石川県輪島市・鳳珠郡穴水町・鳳珠郡能登町）がある。

#### ターミナルビル
営業時間 7:45 - 18:30 ・年中無休・無線LAN（無料）
1階
- 喫煙室（屋外）
- 郵便ポスト（屋外）
- たばこ自動販売機・飲料自動販売機
- 記念スタンプ・公衆電話1台・授乳室
- オープンカフェ ピッコロ 8:00 - 18:00
  - スタンプブック・東北ロードマップ・道の駅「全国地図」・新聞・産直品 販売
- マッサージコーナー（ロビー中央のコインロッカーコーナー奥にあり 両替はピッコロで出来る）
  - 全身マッサージ機・足もみ機

2階
- 道の駅「登録証」を出発ロビー 物産紹介コーナーに掲示
- レストラン・ポートワン 9:00 - 18:00（ラストオーダー17:30）
  - コイン式インターネット2台 7:45 - 18:30
- 売店・ANA FESTA（道の駅「グッズ」） 9:00 - 18:15
  - スマートフォン充電器 3台・両替機
- 道の駅「記念きっぷ」・有料コピー・有料FAX・切手・はがき・印紙は、ターミナルビル事務室で販売

3階
- 飲料自動販売機コーナー
- 送迎デッキ 無料（森吉山・白神山地が一望でき、有料の双眼鏡がある）
- メモ台付き椅子3台・電源コンセント（この場所以外での電源コンセント使用はできない[注釈 4]）

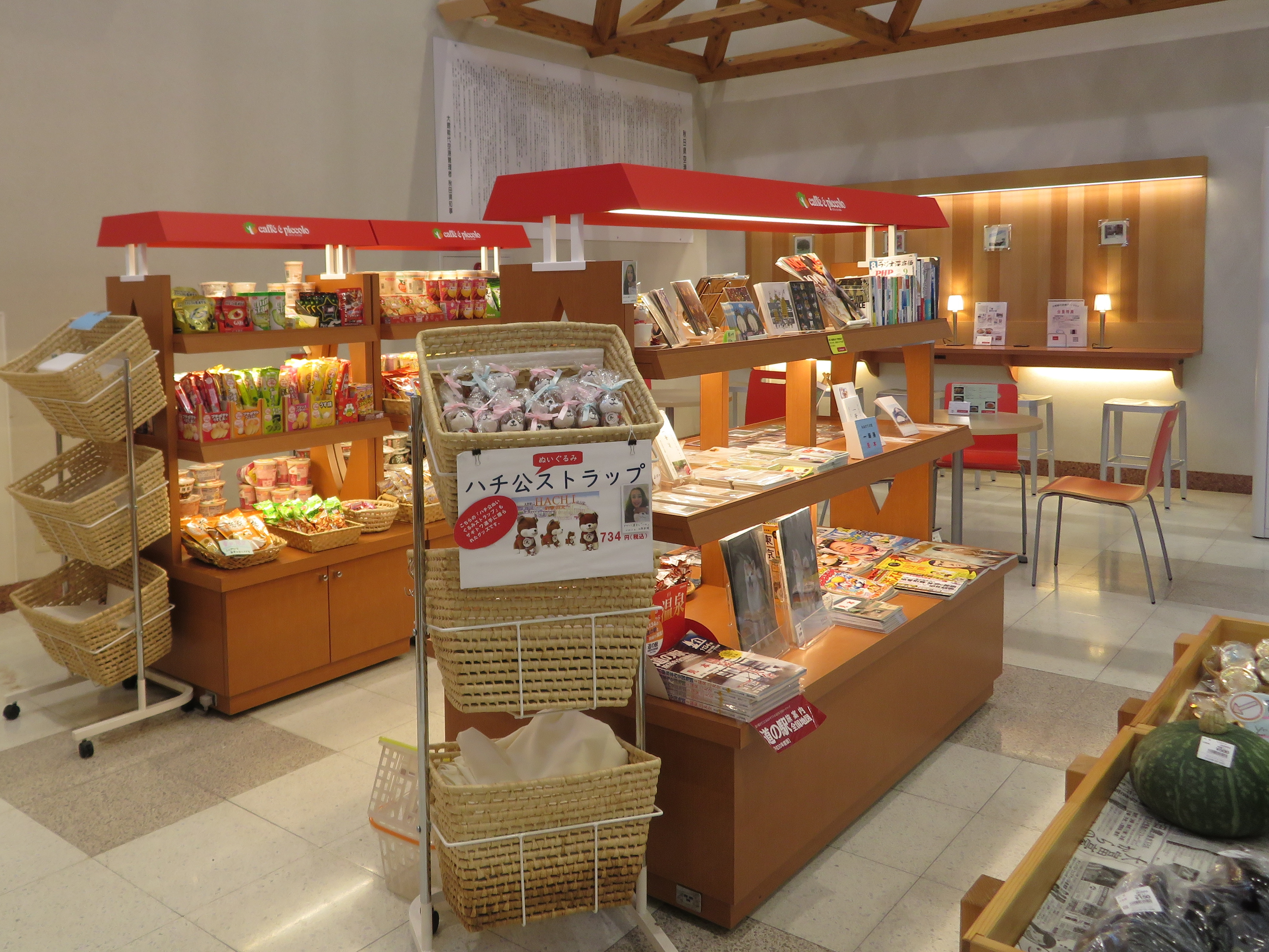
1F オープンカフェ・ピッコロ
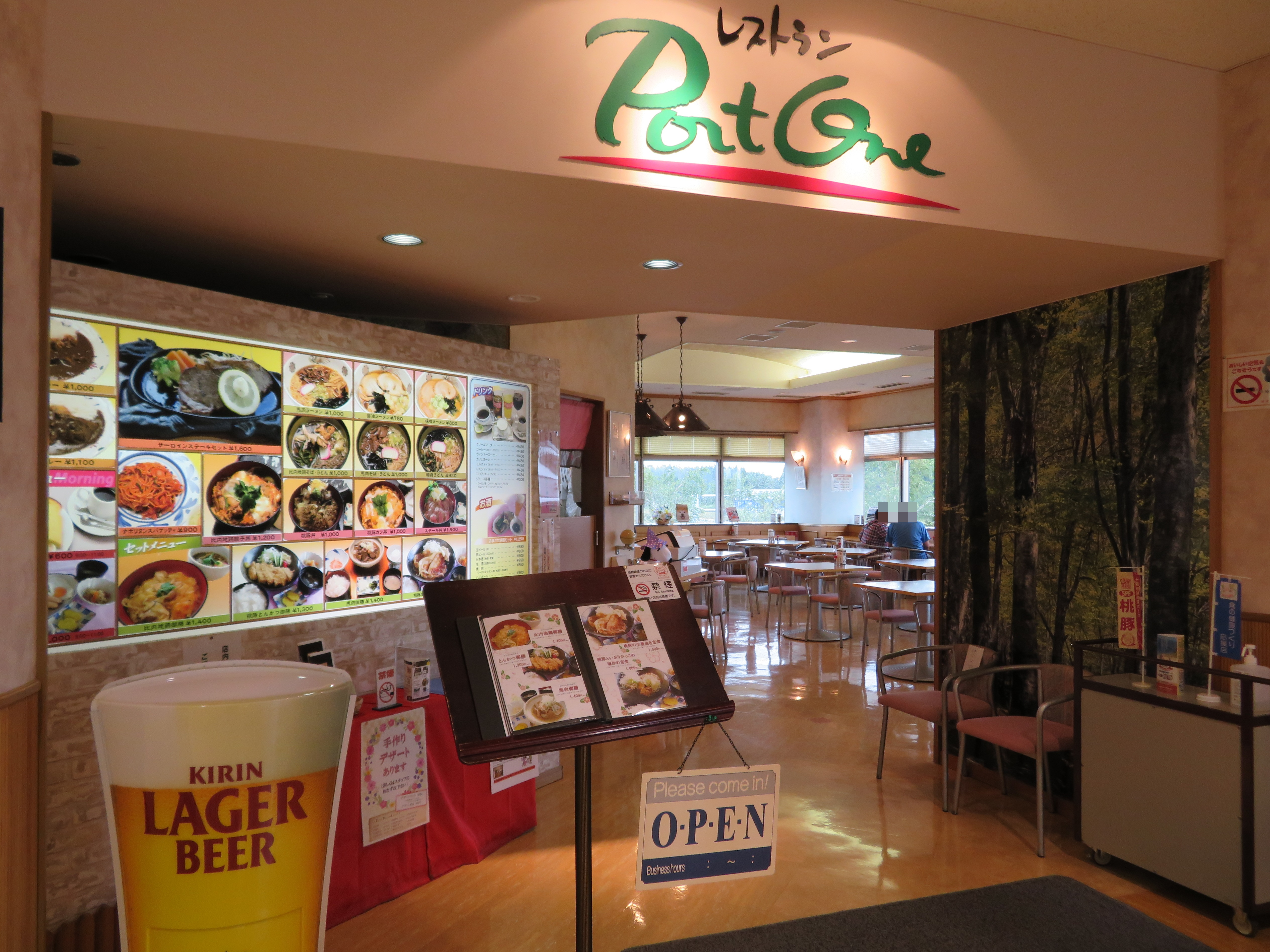
2F レストラン・ポートワン
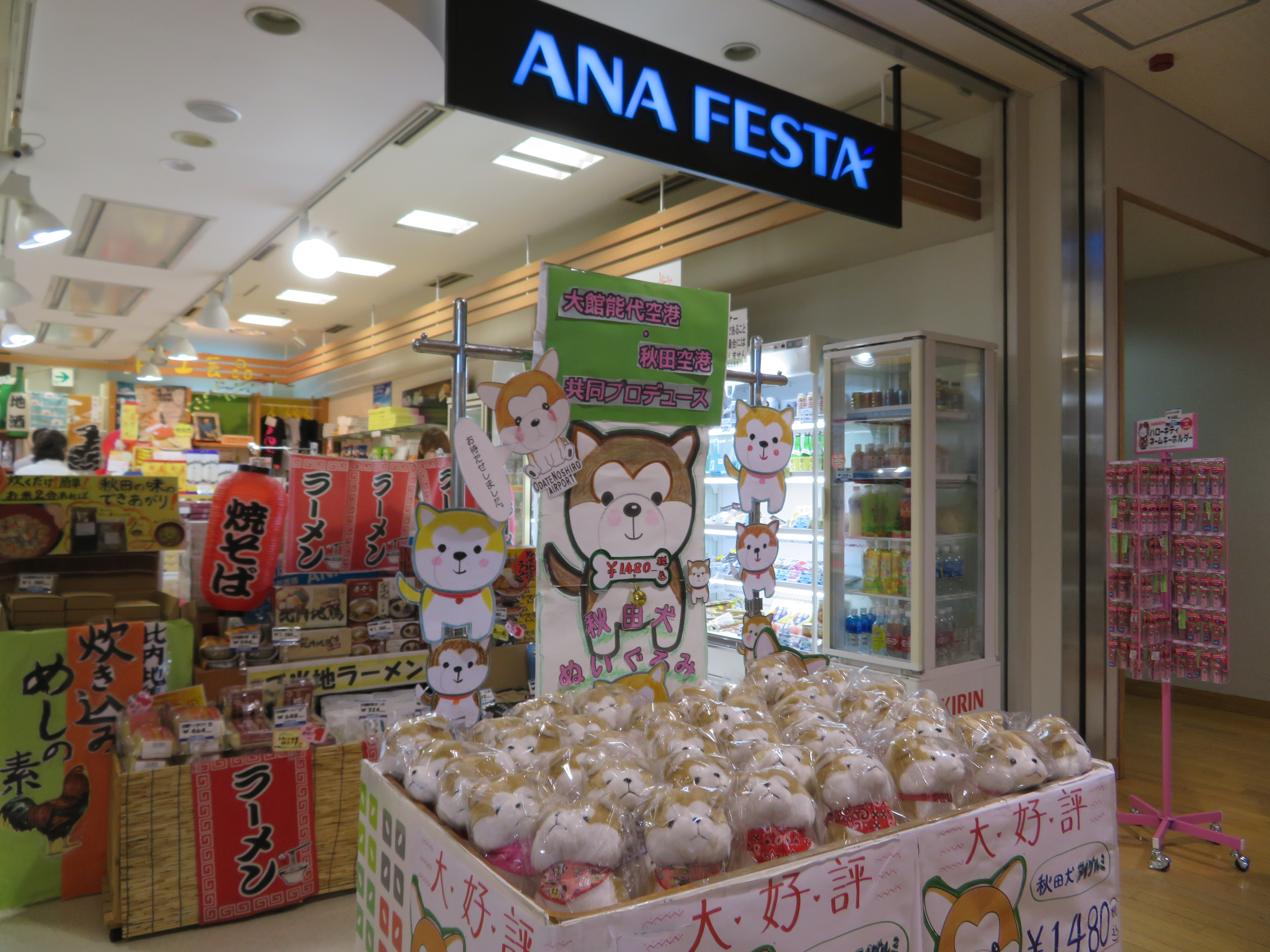
2F 売店・ANA FESTA

#### シンボルゾーン
利用時間（7:45 - 18:30） 
- 芝生広場
- 休憩施設 - ベンチ
- ステージ兼用デッキ
- 園路広場
- モニュメント - 白神山地 母神像

### 駐車場
7日までは無料、8日以上駐車する場合は、インフォメーションカウンターで申し込み手続きをして、最大20日まで利用できる。第3駐車場以外の利用時間は、7時30分から19時45分まで。
- 第1・2駐車場 - 道の駅利用者も可
  - 二輪 2台
  - 普通車 364台
  - 身障者用 4台（第1駐車場・屋根付き）
- 第3駐車場（道の駅） - 飲料自動販売機・トイレが24時間利用できる[16]。
  - 大型車 5台
  - 普通車 18台
  - 身障者用 2台
- バス・タクシー専用駐車場
  - バス 6台
  - タクシー 10台
- 臨時駐車場

### 大館能代空港周辺ふれあい緑地

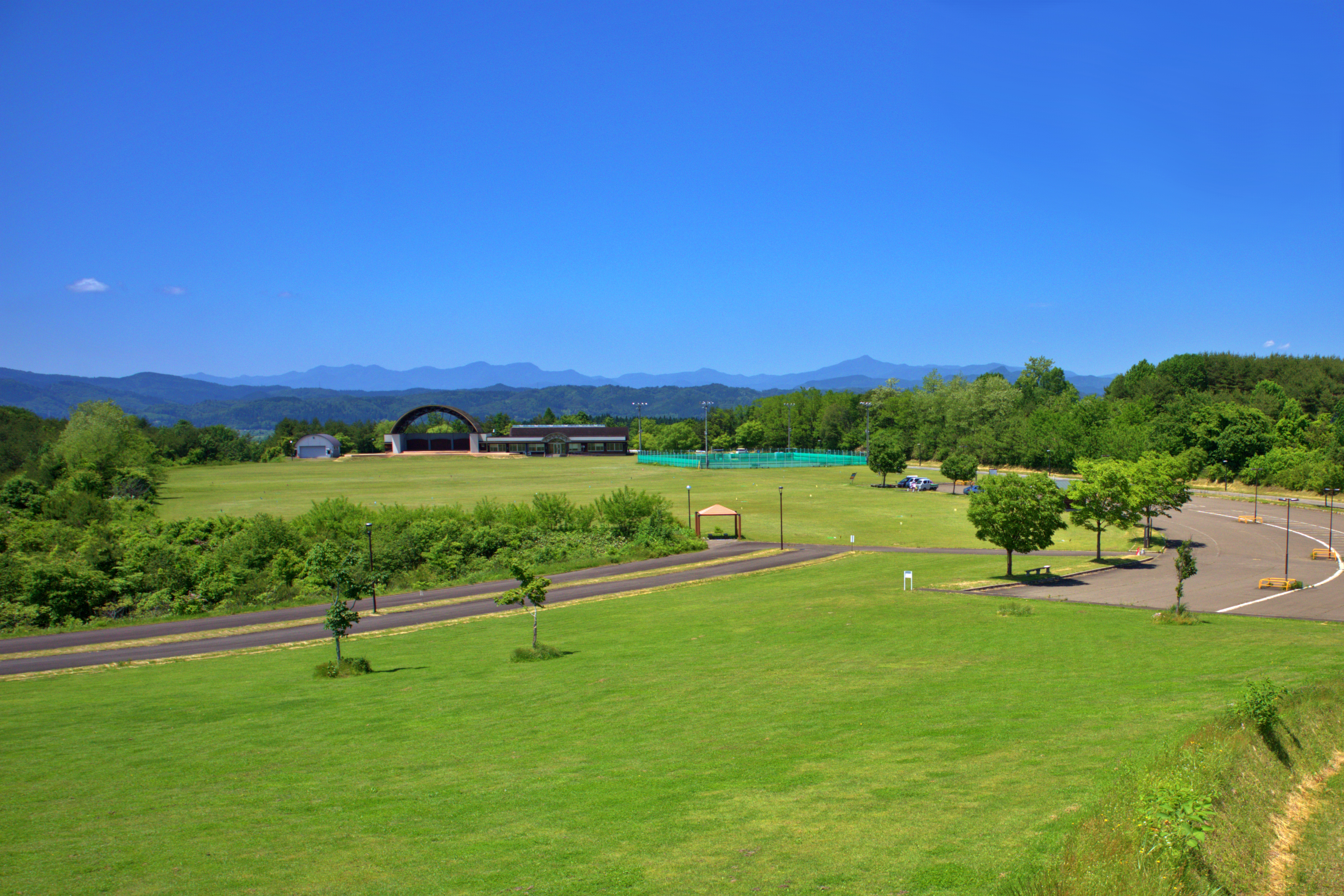
最大2万人収容の多目的広場

大館能代空港周辺の緑地の利用増進を図り、ゆとりのある県民生活のため、「秋田県大館能代空港周辺ふれあい緑地」を、空港の西側に設置した。
出入口は「川口南交差点」と「空港地下道」の中間付近東側にあり、大館能代空港インターチェンジから車で3分。
秋田県道24号鷹巣川井堂川線東側の「ふれあいプラザゾーン」にある展望台からは、白神山地や森吉山が一望でき、飛行機の離着陸を見ることもできる。西側の「センターゾーン」には、最大収容人数2万人の多目的広場があり音楽イベントなどが開催される。また、北西側約1 kmには世界文化遺産の伊勢堂岱遺跡がある。

#### 営業時間・休園日
- 営業時間 9:00 - 19:00
- 休園日 毎週水曜日及び年末年始(12月29日から1月3日)
- 冬期 
  - 1・2月は、毎週月曜日が休園日（月曜日が祝日の場合は翌日の火曜日）
  - ふれあいプラザゾーンは閉鎖される

※指定管理者は、株式会社友愛ビルサービス県北支店

#### ふれあいプラザゾーン
- 駐車場（無料） - 展望園地29台、スポーツ広場84台 大型車2台、臨時駐車場 400台
- 展望広場
  - スカイテラス - 空港の40分の1の型をした展望台
- スポーツ広場 - ストリートバスケットコート 2面 ・壁打テニスコート 2面
- 遊具広場 - コンビネーション遊具、ターザンロープ、ラーダー、 ブランコ、シーソー、鉄棒

#### センターゾーン
- 駐車場（無料） 284台 大型車4台
- 多目的広場 - イベント・ターゲット・バードゴルフ・グランドゴルフ他
- クロスカントリー雪上車車庫 - スノーモービル2台 ・圧雪車1台
- センターハウス・ステージ棟（有料）[33]
  - 研修室・会議室・温水シャワー・コインロッカー・男女更衣室・屋外ステージ
- テニスコート2面（有料）- 砂入人工芝、ナイター設備付 冬期（12月 - 3月）は休業
- クロスカントリースキー 3コース（2.0 km、2.5 km、3.0 km） 組合せにより、5.0 kmコース、7.5 kmコースなども可
  - ローラースキーコース（ナイター設備付）

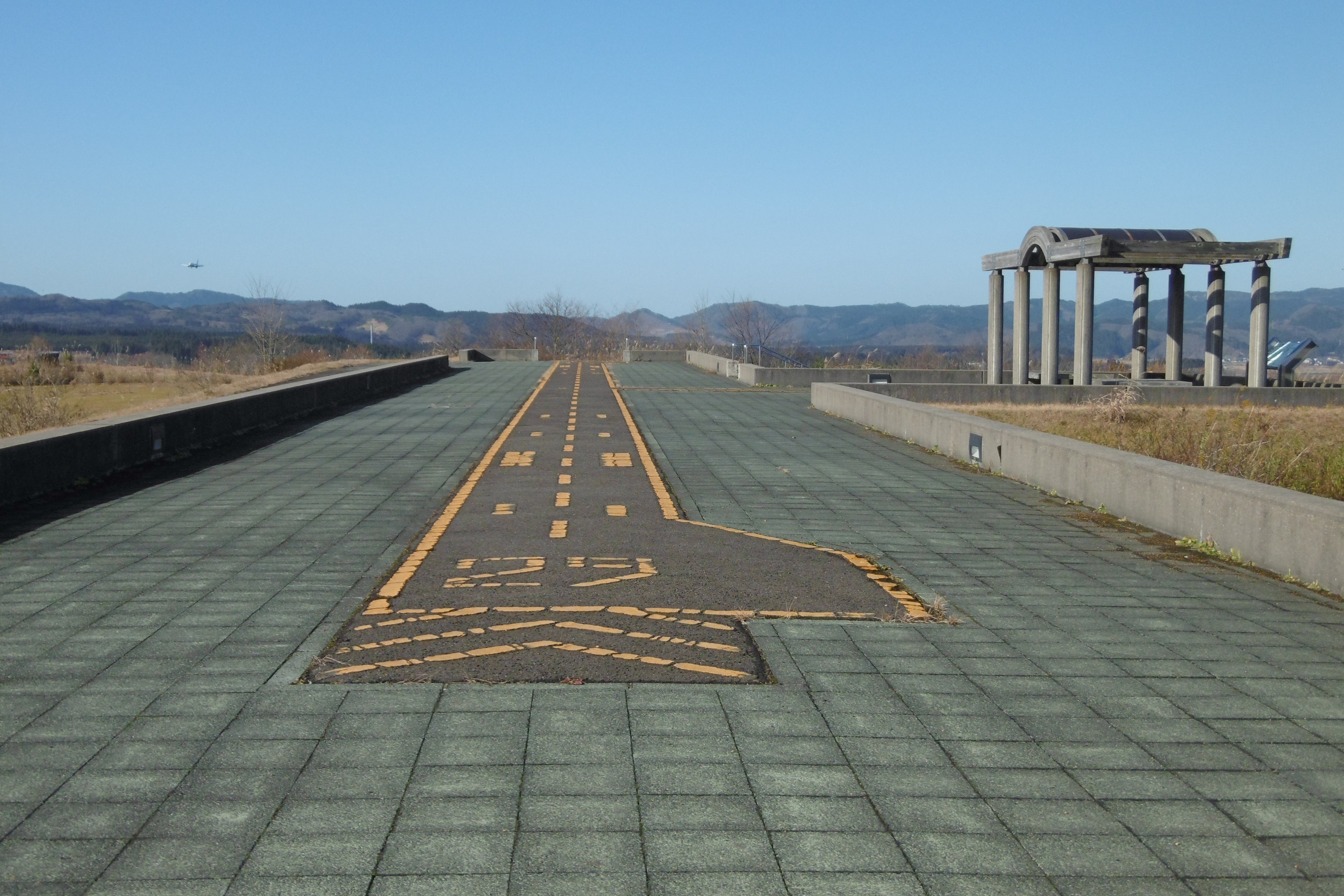
スカイテラス（展望台）
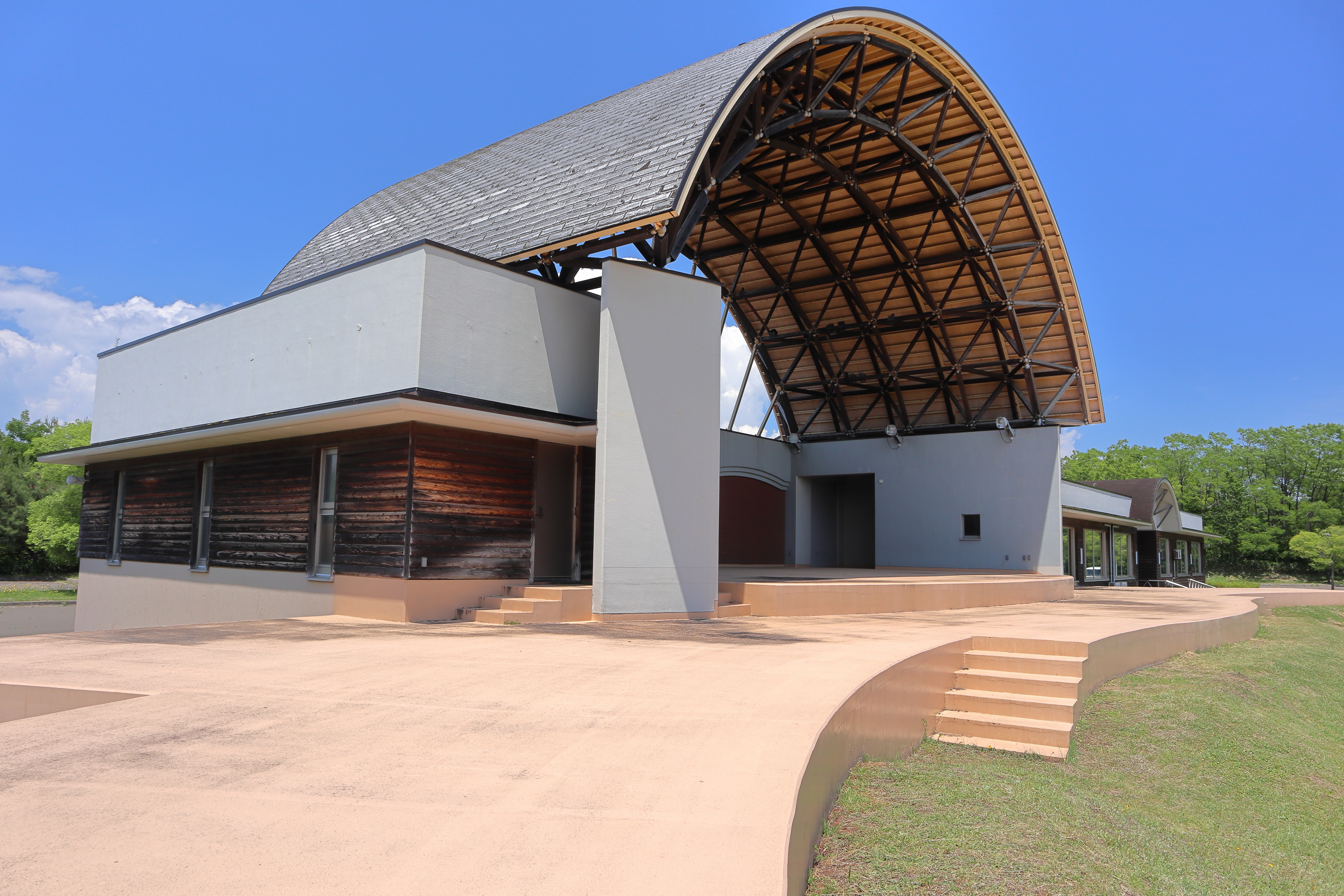
屋外ステージ
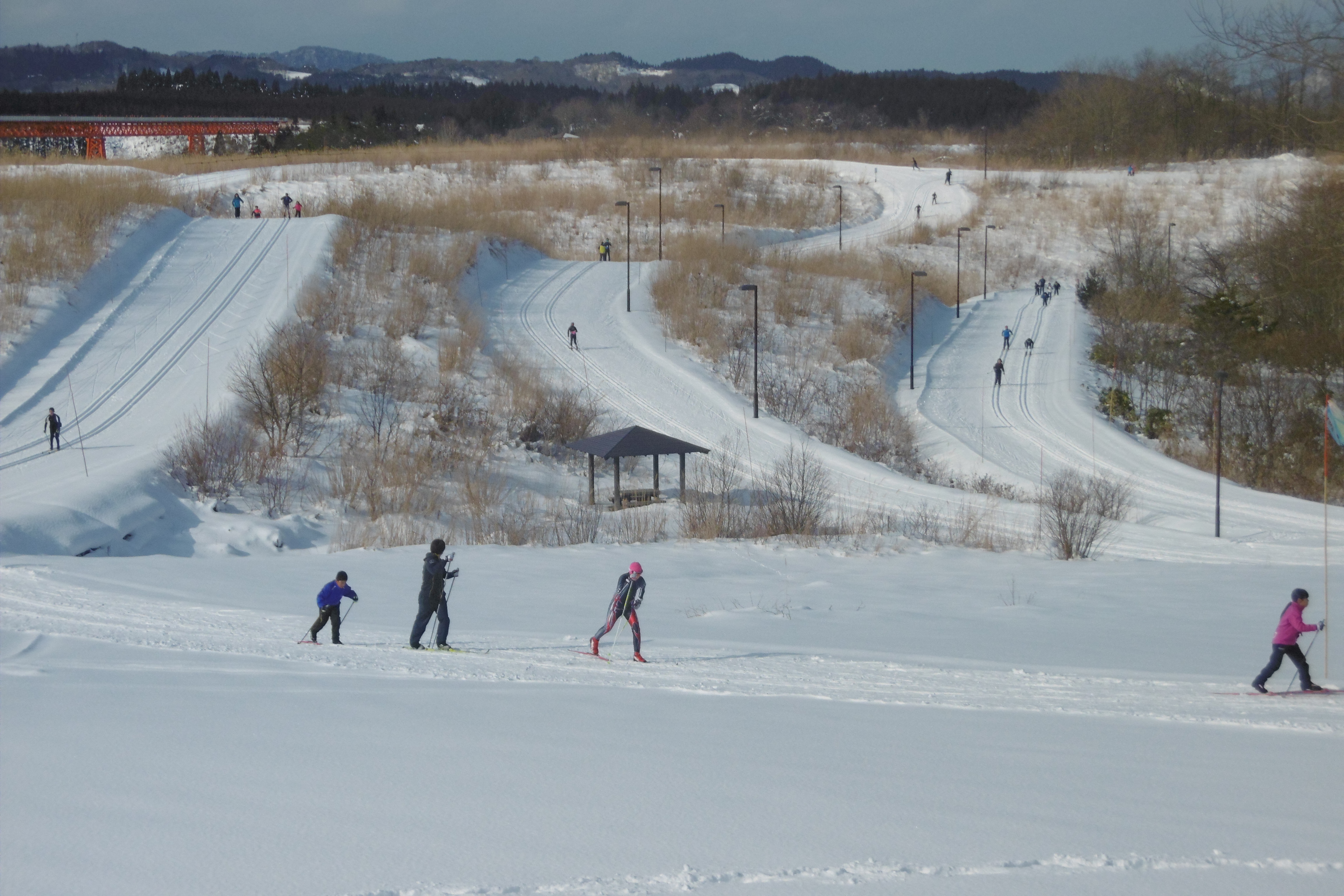
クロスカントリースキー コース

## 就航路線

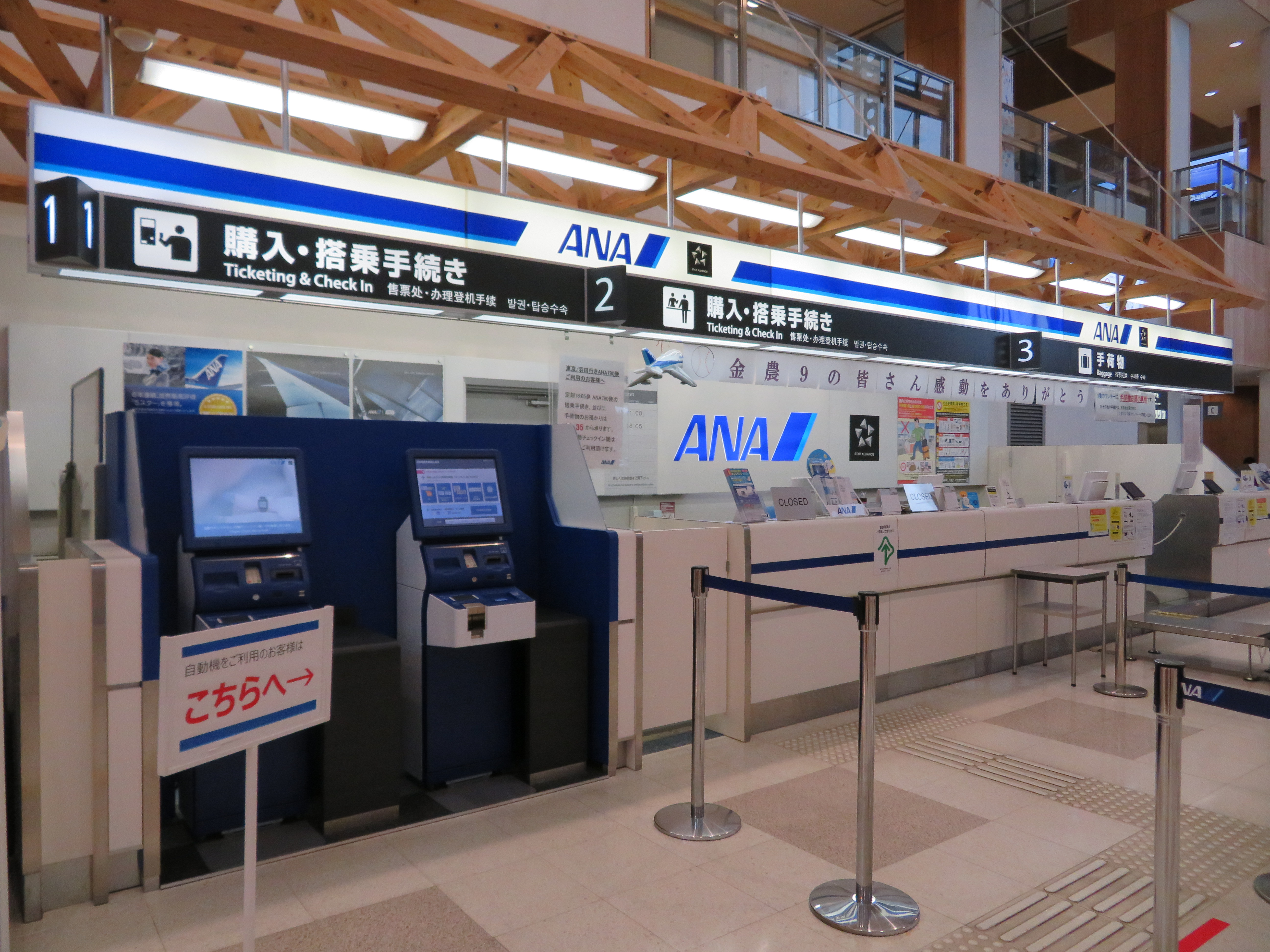
ANAチェックインカウンター

### 国内線
- 全日本空輸 (ANA)[注釈 5]
  - 東京/羽田

### 運休中の路線
- 全日本空輸 (ANA)[注釈 6]
  - 大阪/伊丹[2][4][34]
  - 札幌/新千歳[2][4][34]

### チャーター便
フジドリームエアラインズ（FDA）のチャーター便が毎年運航される。南紀白浜空港や徳島空港などの運航実績がある。

## アクセス
ターミナルビルから大館能代空港ICまでは約500 mと近く、秋田内陸線接続の「JR鷹ノ巣駅」・花輪線接続の「JR大館駅」へは定期便の発着時間帯のみ運行される空港リムジンバス、五能線接続の「JR東能代駅」へは予約制の乗合タクシーでアクセス可能。また、弘前公園や十和田湖・八幡平・玉川温泉方面へも予約制の乗合タクシーが運行されている。
空港周辺のタクシー会社には、「たかのす・ひかりタクシー」・丸宮タクシー・北鹿観光ハイヤー・米内沢タクシーがある。

### 自動車
- 北秋田市役所まで約5 km（10分）
- 大館市役所まで約22 km（23分）
- 能代市役所まで約35 km（41分）
- 弘前市役所まで約76 km（1時間8分）

#### 高速道路
- 日本海沿岸東北自動車道（E7 秋田自動車道）
  - 大館能代空港IC
    - 大館・弘前・十和田湖・八幡平方面
    - 能代・深浦・白神山地方面

#### 空港アクセス道路
- 秋田県道324号大館能代空港東線
- 秋田県道325号大館能代空港西線

### バス

#### 空港リムジンバス
予約は不要。航空機到着の15分後出発で、航空便が運休の場合はリムジンバスも運休する。運行は秋北タクシー。
- 鷹巣駅前まで20分
- 早口まで36分
- 大館駅前まで53分

#### シャトルバス
安比八幡平エリア宿泊者限定の予約制で冬季のみ運行する。運行バスはイーアンドティーなど。
- 安比高原 - 約1時間40分

### 乗合タクシー
乗合タクシーはすべて予約制で、航空便の運航時刻に合わせて運行する。弘前公園への「エアポートシャトル」は期間限定で運行する。
- 能代市街地 - 第一観光グループタクシー
- 上小阿仁村 - 秋田県ハイヤー協会 秋北支部

弘前公園直行エアポートシャトル
弘前公園のまつりに合わせて年4回空港と公園を結び、乗降場所は津軽藩ねぷた村で第一タクシーが運行する。
大館エアポートライナー
秋田自動車道を走行して、大館駅・市立総合病院・市役所本庁舎・大館市街地のホテルと空港を結び、さくら観光が運行する。
愛のりくん
十和田湖や八幡平・玉川温泉と空港を結ぶ。運行は「たかのす・ひかりタクシー」。
- 十和田湖号
  - 十和田湖・小坂町方面
- 玉川温泉号
  - 八幡平・玉川温泉・鹿角市方面

森吉山周遊タクシー
北秋田市内の観光地と空港を結ぶ。運行は「たかのす・ひかりタクシー」・「丸宮タクシー」・「北鹿観光ハイヤー」・「米内沢タクシー」。
- 森吉山阿仁スキー場（森吉山シャトル）
- 伊勢堂岱遺跡・縄文館
- 大太鼓の館
- 縄文小ヶ田駅

### 鉄道
最寄りの駅は約3 km先にある秋田内陸縦貫鉄道秋田内陸線 縄文小ヶ田駅で、航空便の運航時刻に合わせて予約制の乗合タクシーが運行している。JRの最寄り駅は約6km先にある鷹ノ巣駅。

## その他

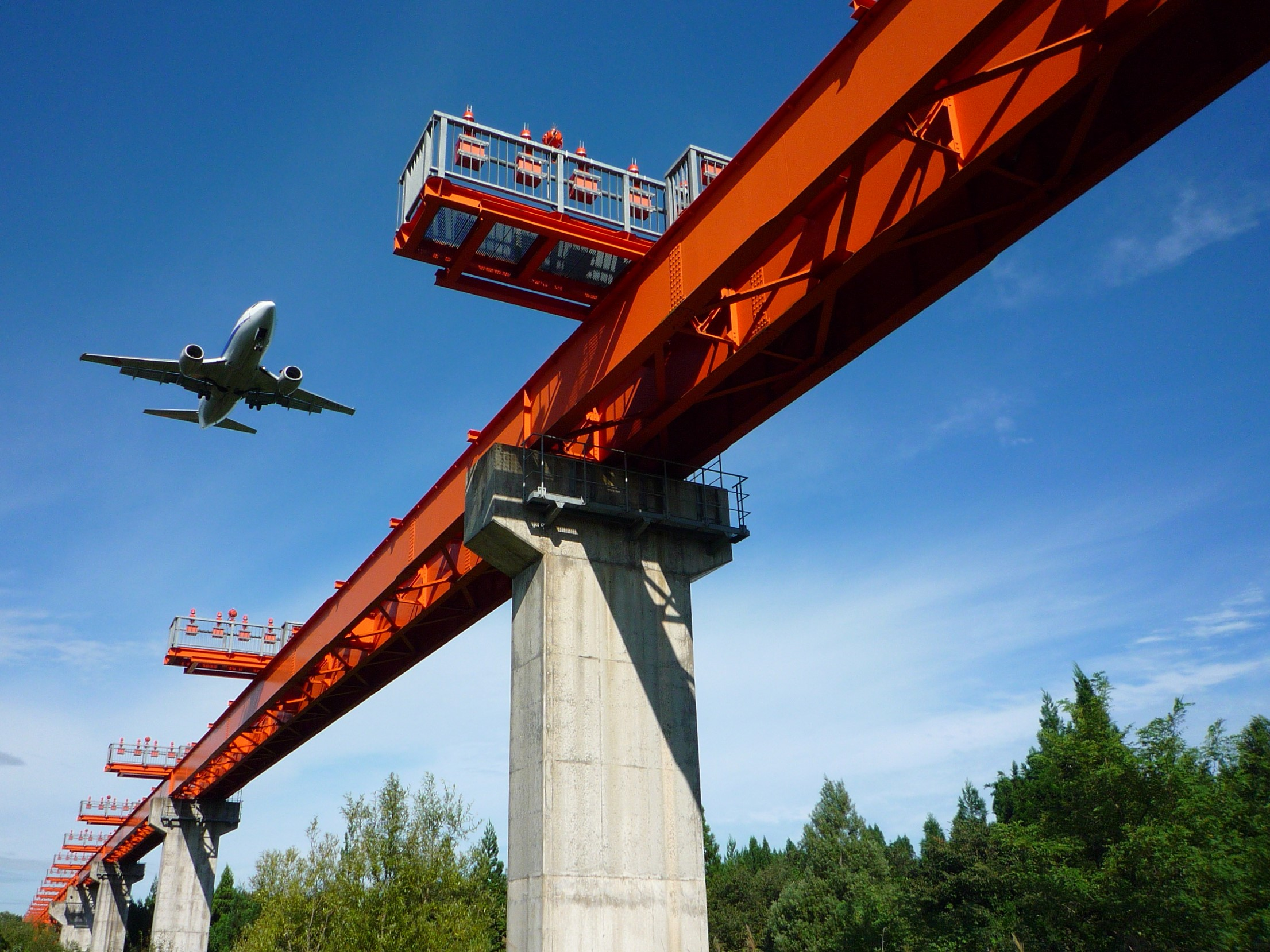
空港進入灯

VOR/DME・ILSが整備されているものの、保守官所は、仙台空港事務所システム運用管理センターである。
大館能代空港利用促進協議会 加入自治体
- 秋田県 - 大館市・北秋田市・鹿角市・小坂町・能代市・八峰町・三種町・藤里町・五城目町・上小阿仁村・男鹿市
- 青森県 - 弘前市・深浦町・黒石市・平川市・藤崎町・大鰐町・鰺ヶ沢町・田舎館村・西目屋村
- 岩手県 - 八幡平市